# Китайско-непальские отношения
Китайско-непальские отношения — двусторонние дипломатические отношения между Китаем и Непалом. Протяжённость государственной границы между странами составляет 1389 километров.

## Непал, Тибет и Китай
В 18 веке между Китаем (империя Цин) и Непалом были конфликты за право обладания территорией Тибета. После окончания тибетско-непальской войны (1788—1792) непальский правитель обязался не нарушать границ Тибета, вернуть награбленное, и признал себя данником Цинской империи. Выплаты дани Непалом продолжались вплоть до свержения монархии в Китае в 1911 году. Китай отказал Непалу в помощи во время англо-непальской войны (1814-16), по Сугаульскому договору 1816 года Непал уступил Ост-Индской компании Сикким, Кумаон, Гархвал и некоторые другие территории. Важнейшим политическим условием соглашения явился допуск английского резидента в Катманду. Вся внешняя политика Непала переходила под контроль англичан. В 1855 году Непал вновь вторгся в Тибет, но боевые действия закончились вскоре после вмешательства Китая, согласно заключенному перемирию, Непалом признавался особый статус принадлежности Тибета Китаю. В 1908 году Непал поддержал британское вторжение в Тибет.

## Дипломатические отношения
В 1950 году Народно-освободительная армия Китая совершила вторжение в Тибет, в Непале это восприняли как тревожный звонок для собственной безопасности и территориальной целостности. Китай ввёл ограничения на посещение страны для непальских паломников, чтобы сократить их контакты с Тибетом, а также увеличил свою поддержку Коммунистической партии Непала, которая выступала против монархической формы правления в Непале. В 1950 году был подписан Индо-непальский договор о мире и дружбе, который установил тесные отношения между странами. Договор предусматривал расширение связей между Индией и Непалом по торговле, обороне и дипломатии. Однако, у населения Непала этот договор вызвал негодование, так как они рассматривали его как посягательство на свой суверенитет, а также не желали расширения индийского влияния и развертывания индийской военной миссии в Непале. В 1955 году Непал установил дипломатические отношения с Китайской Народной Республикой, страны обменялись послами в 1960 году. В 1956 году Непал признал Тибет частью Китая. В 1960 году Непал и Китай подписали соглашение о границах поселений и отдельный договор о мире и дружбе. В 1961 году Непал и Китай договорились о строительстве новой дороги, соединяющей непальскую столицу Катманду с Тибетом. Во время китайско-индийской войны 1962 года Непал соблюдал нейтралитет.

## Экономические и стратегические отношения
В 1970-х годах король Непала Бирендра называл Непал «зоной мира» между Индией и Китаем, 
а в 1980-х годах Непал начал импортировать китайское оружие в нарушение подписанного договора с Индией в 1950 году. Этот шаг был предпринят для того, чтобы уменьшить индийское влияние в стране. Когда Соединенные Штаты, Великобритания и Индия отказались поставлять оружие для короля Непала Гьянендры, который взял на себя прямое управление страной для подавления беспорядков во время непальской гражданской войны, Китай поставил оружие в Непал, несмотря на идейную близость маоистов с правительством КНР. После проведения национальных выборов в Непале в 2008 году, новое правительство объявило о своем намерении отказаться от соблюдения условий договора 1950 года с Индией, что указывает на сильное движение в сторону налаживания более тесных связей с Китаем. 
В 2007—2008 гг. Китай начал строительство 770-километровой железной дороги на четырехкилометровой высоте, соединяющей столицу Тибета Лхасу с городом около непальской границы Жангму; этот транспортный проект соединит Непал с железнодорожным сообщением Китая. 
Дорога начала действовать в 2014 году. 
Проект (конец 2010-х) по сооружению железной дороги из китайского Тибета в столицу Непала Катманду, через Гималаи.

## Обвинения в торговле людьми
Согласно докладу Госдепартамента США, Китай является развивающимся центром секс-торговли непальскими девочками, так как политика открытых границ между Китаем и Непалом привела к тому, что большое количество непальских женщин и девочек были проданы в качестве невест для китайских мужчин или для занятия проституцией на территории КНР.